# Elías Cabrera
Elías Lautaro Cabrera (Buenos Aires, Argentina; 25 de febrero de 2003) es un futbolista argentino. Juega de centrocampista y su equipo actual es el CA Tigrede la Primera División de Argentina, a préstamo desde Vélez Sarsfield.

## Trayectoria
Formado en las inferiores de Vélez Sarsfield, firmó su primer contrato en el club en 2019. Cabrera debutó en el primer equipo en octubre de 2022 ante Central Córdoba.
En julio de 2024, fue cedido al Central Córdoba (SdE).

## Estadísticas
Actualizado al último partido disputado el 31 de enero de 2024.
| Club                      | Div.          | Temporada     | Liga  | Liga  | Copas nacionales | Copas nacionales | Copas internacionales | Copas internacionales | Total | Total |
| Club                      | Div.          | Temporada     | Part. | Goles | Part.            | Goles            | Part.                 | Goles                 | Part. | Goles |
| ------------------------- | ------------- | ------------- | ----- | ----- | ---------------- | ---------------- | --------------------- | --------------------- | ----- | ----- |
| Vélez Sarsfield Argentina | 1.ª           | 2022          | 1     | 0     | 0                | 0                | 0                     | 0                     | 1     | 0     |
| Vélez Sarsfield Argentina | 1.ª           | 2023          | 24    | 1     | 2                | 0                | —                     | —                     | 26    | 1     |
| Vélez Sarsfield Argentina | 1.ª           | 2024          | 2     | 0     | 0                | 0                | —                     | —                     | 2     | 0     |
| Vélez Sarsfield Argentina | Total club    | Total club    | 27    | 1     | 2                | 0                | 0                     | 0                     | 29    | 1     |
| Total carrera             | Total carrera | Total carrera | 27    | 1     | 2                | 0                | 0                     | 0                     | 29    | 1     |

## Palmarés

### Títulos nacionales
| Título         | Equipo                | Sede     | Año  |
| -------------- | --------------------- | -------- | ---- |
| Copa Argentina | Central Córdoba (SdE) | Santa Fe | 2024 |